# 전봉준
전봉준(全琫準, 1855년 1월 10일 ~ 1895년 4월 24일(음력 3월 30일)은 조선의 농민 운동가이자 동학의 고부접주였다. 본관은 천안(天安), 초명은 명숙(明淑), 다른 이름은 영준(永準)이며 호는 해몽(海夢)이다.
1890년대 초 한때 흥선대원군 문하의 식객으로 있었다. 1894년 2월 15일 고부에서 탐관오리인 고부군수 조병갑을 몰아내고 1차 봉기를 주도하였으나 조정의 회유책으로 해산했다가, 3월 안핵사로 파견된 이용태(李容泰)가 동학 농민군을 도적으로 규정하여 동비(東匪)라 칭한 뒤, 동학군과 협력자를 처벌, 처형하고 관련없는 농민들까지 동비로 몰아 처단하자 다시 봉기를 일으킨다. 전북특별자치도 고창현(高敞縣) 출생으로 오늘날의 전북특별자치도 고창군 고창읍 죽림리로 추정한다.

## 생애

### 생애 초기

#### 출생과 가계
전봉준은 1855년 전북특별자치도 고창군의 몰락 양반 출신인 전창혁(全彰赫, 일명 전승록, 다른 이름은 전형호(全亨鎬))와 김씨의 아들로 태어났다. 천안 전씨 족보에 의하면 족보상 이름은 영준(永準)이요, 봉준(琫準)은 어릴적 이름이며 녹두(綠豆)는 그 체구가 작아서 불린 별호라 한다. 그의 어린 시절에 대한 자료는 정확하게 알려져 있지 않고 있다. 어머니 김씨는 언양 김씨 설과 광산 김씨 설이 있다.
몰락한 양반이었으나 아버지 전창혁은 고부군 향교의 장의(掌議)를 지낸 적이 있는 지역의 명사이자 성리학자였다. 그러나 그의 집안은 평소 가난한 생활을 하였으며, 약을 팔아 생계를 이어나갔다. 소년기의 전봉준은 기억력이 총명한 소년이었는데 5세 때에 한문을 수학 했고 13세 때에는 '백구시'(白鷗詩)라는 한시를 짓기도 했다.

#### 청소년기
서당에서 훈장으로도 활동했으며, 동시에 접주(接主) 일도 하고, 지관으로 묘자리도 점지해 주었다고 한다. 또한 시장에서 상인으로 활동하며 장사에 종사하기도 했다.
1893년 그의 아버지 전창혁(全彰赫, 일명 전승록)은 탐관오리 고부군수 조병갑의 탐욕에 저항을 하다가 조병갑의 모친상 때 부조금 2천 냥을 안 거둬 줬다는 이유로 모진 곤장을 맞게 되어 몸이 허약해지더니 이내 사망에 이르게 되는데, 이 일이 전봉준의 동학농민혁명과 사회개혁에 대한 생각에도 영향을 주지 않았을까 추측한다. 스스로를 선비라고 칭하며, 농민이기도 하였다.

### 청년기

#### 동학 입교
전봉준은 30대 전후에 동학에 몸을 담고, 이후 고부 지방의 동학접주가 되었다고 알려져 있으나, 그러나 당시 최시형이 그를 만나 직접 임명하지 않았고, 또한 최시형이 초기에 전봉준의 봉기에 반감을 나타냈기 때문에 반론이 있다. 20, 30대에 조선사회는 극히 어수선했는데, 개항을 계기로 하여 외세는 물밀듯이 밀려들어왔고, 종말론 등 유언비어등이 나돌고 탐관오리들의 착취가 극에 달하면서 위기적 상황은 날이 갈수록 가중되었다. 이러한 상황 속에서 전봉준 역시 나라의 장래에 대해 고민했으며, 그러한 고민의 과정에서 1888년(고종 25) 무렵 손화중(孫和中)과 접촉했다.
1890년 무렵 전봉준 자신의 표현에 의하면 "그의 용무지지(用武之地)로서 동학 교문이 있음을 발견하고", 서장옥(徐璋玉)의 막료인 황하일(黃河一)의 소개로 동학에 입교했다. 뒷날 동학 농민 운동의 실패로 관군에 체포된 뒤 1895년 일본 영사관에서 있었던 제2차 재판에서 "동학은 수심(守心)하여 충효(忠孝)로써 근본을 삼고 보국안민(輔國安民)하려는 것이었다. 동학은 수심경천(守心敬天)의 도(道)였다. 때문에 나는 동학을 극히 좋아했다"고 하여 스스로 동학에 입교하게 된 경위를 밝혔다.

### 동학 농민 혁명

#### 고부 농민 봉기

동학농민운동 당시 사발통문(격문)

1894년 3월 21일(음력 2월 15일) 그는 거병을 선언하고 전봉준은 선두로 나서 수백 명의 동학교도를 이끌고 만석보를 파괴하고 고부 관아를 공격하게 되며, 이를 고부 봉기, 제1차 놀란 군수 조병갑은 줄행랑을 놓았고, 전봉준은 관아의 무기를 탈취하고 세금을 가난한 농민들에게 나누어주며, 부패한 관리들을 붙잡았다. 수탈에 앞장섰던 아전들을 처단하고 불법으로 징수한 세곡을 탈취하여 빈민에게 나누어 주었다. 한편 감정이 격해 죄없는 관리들도 관리라는 이유로 처벌하려는 동학농민군을 만류하여 진정시키기도 했다. 이 보고를 받은 조선 정부에서 조병갑 등 부패한 관리를 처벌하고 후임 군수로 박원명을 내려보냈다. 그러나 농민들은 사후의 계획을 세워놓지 않아 곧 신임 군수 박원명의 온건한 무마책에 해산하였다.
1894년 봄 동학농민혁명 발생 당시 전봉준과 일부 동학군 지도자들은 흥선대원군과 결탁하였다는 견해가 있다. 그에 의하면 동학군 중 온건파 지도자들이 그를 섭정으로 복위시킬 것을 약속했다는 것이다.

#### 제1차 농민 봉기
이에 ‘전봉준은 창과 칼을 맞지 않고, 총구에서 물이 나오게 하는 재주가 있다.’라는 소문도 퍼져나갔다. 조선 조정은 이용태(李容泰)를 안핵사로 보내어 선처를 확약하자 전봉준은 일단 농민군을 해산하고 사태를 관망하기로 했으나, 이용태 역시 탐학이 심했으며 농민군에게 모든 책임을 돌리고 무자비한 탄압·처벌을 감행했다. 이에 재봉기를 결의하고, 이 기회에 국가 정치와 사회제도의 전면 개혁을 단행하고 보국안민의 동학사상을 펼 뜻을 굳혔다.
1894년 3월 20일[양력 4월 25일] 전라도 무장현 동음치면 구수내에서 각지에서 모인 동학농민군과 함께 전봉준, 손화중은 무장포고문을 발표하고 지역전 민란에서 전국적인 혁명을 시작하였다. 전봉준을 총대장, 김개남(金開男)·손화중(孫和中)·차치구(車致九)를 장령(將領)으로 삼은 농민군은 1894년 음력 3월 초 동지 정익서(鄭益瑞)·김도삼(金道三) 등과 협의하여 동학의 조직을 이용하여, 동학교도를 주도 세력으로 하고 농민대중의 호응을 얻어 진용(陳容)을 정비하고 고부의 백산(白山)을 근거로 8천여의 병력으로 대오를 편성하였다. 음력 3월 하순에 백산에 모여 다음과 같은 농민군의 4대 강령과 봉기를 알리는 격문을 발표하고, 백성의 궐기를 호소했다.

1. 사람을 죽이지 말고 물건을 해치지 말라.
2. 충효를 온전히 하여 세상을 구제하고 백성을 편안히 하라.
3. 왜양(倭洋)을 축멸하고 성군의 도를 깨끗이 하라.
4. 병을 거느리고 서울로 진격하여 권귀(權貴)를 멸하라.

이에, 정읍시 태인·김제시금구(金溝)·부안 등지에서도 농민들이 합세하여 그 수가 수천에 도달했다. 동학군의 봉기는 이로부터 본격화하였다. 이후 농민군은 전주성 함락을 목표로 음력 4월 초 금구 원평에 진을 쳤다. 실제로는 농민군의 구성원은 대부분 일반 농민이었고, 동학교도는 비교적 적었다. 농민군은 탐관오리의 제거와 조세 수탈 시정을 주장하였으며, 균전사(均田使)의 폐지를 촉구하였다.
그와 함께 전봉준은 동학군 남접의 지도자 중 한사람이자 동도대장이 되어 척왜(斥倭)·척양(斥洋)과 부패한 지배 계급의 타파 등 사대 강령을 내세우고 부근의 고을로 진격하여 관군(官軍)을 무찔렀다. 중앙에서 관군을 이끌고 온 양호 초토사 홍계훈(洪啓薰)을 황토현(黃土峴)에서 대파하고 이어 부안·정읍·고창·무장(茂長) 등을 장악하고, 이어 음력 4월 28일에는 전주(全州)를 점령했다.
전주를 점령한 직후 전봉준은 홍계훈에게 탄원서를 보낸다. 전주화약을 맺기 전 관군 최고사령관 홍계훈에게 보낸 이 탄원서에는 대원군을 다시 권좌에 복귀 시키라는 내용이었다.
그러나 홍계훈은 이를 반박하는 답장을 보냈다. 전주 화약 직전인 5월 4일에 다시 홍계훈에게 보낸 밀서에서는 '태공을 받들어 나라를 감독토록 함은 그 이치가 심히 마땅하거늘 왜 이를 불궤라고 합니까?'라 하였다. 전봉준과 홍계훈 간의 공방전이 오가는 가운데 외부 세력의 개입이 명확해지자 그는 일단 농민군의 개혁 조항을 관군에서 일부 수용하는 조건에서 화약을 체결하기로 한다.

#### 화약과 휴전
그러나 조선 정부의 요청으로 청군이 오고 동시에 톈진조약을 빙자하여 일본군도 입국하여 압박함으로써 나라가 위태로운 상황에 처하자, 12개의 항목을 들어 개혁할 것을 요구하는 대가로 휴전 제의를 받아들이는데, 주요 내용은 이러하다.
1. 불량한 양반의 죄를 조사하여 벌줄 것
2. 노비 문서를 소각할 것
3. 천민의 대우를 개선하고 백정이 쓰는 패랭이를 없앨 것
4. 불법적으로 거두어들이는 세금을 없앨 것
5. 일본인과 내통한 자를 엄중하게 처벌할 것

이 화약은 전주에서 체결되어 전주화약이라 부른다.
백산에서 전라감사에게 내놓은 개혁요구서에는 전봉준에 의지에 의해 개혁 조항 외에도 흥선대원군의 감국을 요구하는 항목을 집어넣었다.

#### 제2차 농민 봉기
그 후 20여 명의 간부를 인솔하여 각지로 다니며 교도를 격려하고 집강소를 전국에 설치하는 등 조직 강화에 힘썼다. 한편 정부의 관헌들과 대등한 처지에서 시정을 감시하고 신임 관찰사 김학진(金鶴鎭)과 도정(道政)을 상의하는 등 강력한 권한을 차지했다. 그러나 부패한 지배 계급의 근절과 근본적인 시정 개혁이 실현되지 않아 재궐기를 계획하던 중 청일전쟁이 자기들에게 유리하게 진전됨에 따라 점차 조선에서의 침략 행위를 더해가는 일본의 흉계에 격분하여 다시 봉기했다.
제1차 봉기의 휴전은 동학군에 불리하여 정부는 강화 조건을 이행하지 않는 한편, 청군은 물론 일본군도 음력 5월 6일(양력 6월 9일)부터 1만의 군대로 인천에 상륙하였다. 일본은 1894년 7월 23일(음력 6월 21일)를 일으켜 친일 정권을 세우고 이노우에 가오루를 새 공사로 임명했다. 7월 25일(음력 6월 23일) 드디어 청일전쟁을 일으키는 등 험악한 정세를 조정하였다.
제2대 교주 최시형이 이끄는 동학은 고부접주였던 전봉준의 기병을 탐탁지 않게 여겨 왔다. 당시에 동학의 주요 지도자였던 오지영의 진술에 따르면, 최시형은 호남의 전봉준과 호서의 서장옥은 나라의 역적이고 사문난적이다 라 규정하고, 동시에 호남의 농민군을 칠 예정이었다. 당시 남접의 지도자인 김개남 등은 조선 정부를 부정하고 스스로 개남국왕(開南國王)이라 칭하였다. 최시형은 전봉준 역시 조선 정부를 부정하고 새 나라를 세우려는 것이 아닌가 의심하기도 했다.
그러나 일본군이 관군과 함께 농민군을 압박하자, 최시형 등은 처음에는 협상론인 화전론(和戰論)을 펼치다가, 마침내 현실상황의 급박함을 인식하여 스스로 자신의 주장을 포기하고 동학군을 전봉준의 무장투쟁 노선에 동참시켰다. 인심이 즉 천심이고 이는 천운이 이르는 바이다. 고로 너희들은 도중(道衆)을 동원하여 전봉준과 협력, 이로써 교주의 원한을 풀어 드리고 나아가 우리 도의 큰 뜻을 실현시키라! 이로써 손병희 등이 이끄는 동학군이 전봉준과 힘을 합쳐 봉기 에 가담했다. 조선 조정은 농민군이 밀고 들어오자 일본과 청나라에 도움을 요청하였고, 이에 전봉준, 김개남, 손화중, 손병희, 최경선, 김덕명, 최시형, 성두환, 김낙삼, 김두행, 손천민, 김봉득, 김봉년, 유한필, 차치구 등이 다시 2차 봉기를 일으켰다. 일본군의 왕궁 점령에 분격한 농민군은 이 해 음력 9월 척왜(斥倭)를 구호로 내걸고 재기하였다. 이제는 내정 개혁을 목표로 하지 않고 일본을 상대로 항쟁하고자 하는 반외세가 거병의 주요 목표였다.
9월 충청남도 공주에서 관군과 싸웠다. 그런데 충청관찰사 박제순은 9월 봉기후 전봉준이 이끄는 농민군이 논산(論山)으로 진격하여 공주감영이 위급해지자 교주 최시형이 거느리는 다른 동학의 10만 대군을 막는 일보다도 전봉준의 군사를 방어하는 일이 더 화급하다며 천안에 머물고 있는 토벌대장 이규태에게 급전을 보냈다. 이규태가 이끄는 군사가 박제순군과 가세하면서 공주싸움에서 패퇴, 은신하게 된다.

### 체포후 어떻게 되었는가?

#### 옛 부하의 밀고와 체포
전봉준은 음력 9월 삼례(三禮)에서 남접 접주가 되어 12만 명의 병력을 동원·지휘하여 북도 접주 손병희의 10만 명의 병력과 동원하였으며, 최고 교주 최시형의 총지휘를 받으며 항일 구국의 항일전을 전개하였다. 한때 중부·남부의 전역과 함남·평남까지 항쟁의 규모가 확대되었고, 특히 이천(利川)·목천·공주 등지에서 치열한 전투를 벌였다. 그러나 우수한 무기와 조직적인 훈련을 받은 일본군의 대대적인 반격으로 패배하였고, 음력 11월의 금구(金溝) 전투를 최후로 분쇄되고 말았다.
11월 27일 태인싸움에서 패배한 뒤 전봉준은 수행 몇몇과 11월 29일 입암산성(笠巖山城)으로 들어가 은신하였다. 이때 남하(南下)하는 일본군 모리오 부대와 이규태의 관군이 정읍군 입암면 천원(川原)에서 전봉준 일행을 추격해 온다는 정보를 듣고 11월 30일 다시 입암산성에서 동쪽 약8km에 떨어진 내장산의 백양사(白羊寺)로 이동했다. 백양사에 은신할 때 사람을 통해 김개남(金開南)이 태인군 산내면 종성리(현, 정읍시 산내면 종성리)에 은신해 있다는 소식을 접하고 수행원들과 함께 태인으로 가던 중 12월 1일 저녁 순창군 쌍치면 피노리에 이르러 부하 김경천을 찾았다.
김경천은 전봉준을 맞이해 놓고 순창의 한 민가에 은신하도록 권고했다. 그 뒤 전주부(全州府) 감영 퇴교(退校)이자 동지이며 이웃에 사는 한신현을 사주하여 전주부 관가에 고변했다. 김경천의 부탁을 받은 한신현은 김영철, 정창욱 등 외에 9명의 피노리 마을 장정들을 동원하여 매복하고 있었다. 민가에서 전봉준은 동지 몇 명과 순창으로 피해 다시 거사를 일으킬 준비를 했으나, 현상금을 노린 옛 부하 한신현과 김경천 등의 배신으로 피로리(避老理)에서 관군에 체포되었다. 한신현과 김경천의 밀고 외에도 김영철, 정창욱 등의 제보와 마을사람 9명의 제보가 있었다.

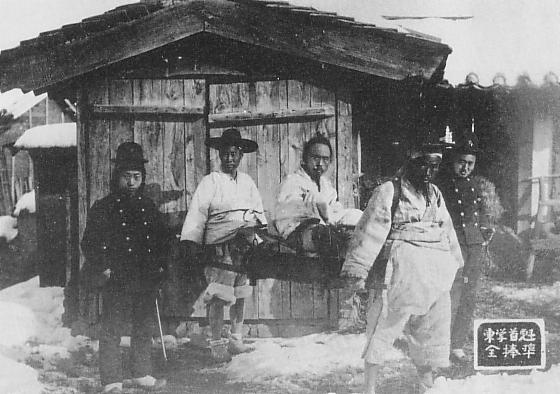
1894년 12월 체포되어 한성부로 압송되는 전봉준 (교자에 포박되어 앉아있는 이)

1894년 12월 28일(음력 12월 2일) 새벽 한신현과 김경천의 밀고 사실을 알고 위기에 처하자 담을 뛰어넘어 도피하려다 피노리 주민이 던진 몽둥이에 다리를 얻어맞고 붙잡혔다. 순창군 관아에 갇혔다가 담양군 관아에서 조선 관군에게 인계되어 나주부와 전주부로 옮겨졌다가 1895년 1월 13일(1894년 음력 12월 18일) 한성부에 도착하여 의금부 감옥에 수감되었다.
1895년 음력 3월, 그의 동지들인 손화중 · 최경선 · 김덕명 · 성두환과 함께 체포되어 한성부로 압송되었다.

#### 최후
의금부의 옥에 갇힌 전봉준 등에게는 무수한 고문이 가해졌다. 그러나 의금부의 공초 중에는 그가 흥선대원군과 내통한 사실 여부의 추궁이었다. 그러나 전봉준은 대원군과 만났느냐는 추궁에 한마디 언급도 없었다. 고문은 계속되었으나 자백이 없자 일본 영사관 감옥으로 이감되었다. 이후 음력 2월 9일, 음력 2월 11일, 음력 2월 19일, 음력 3월 7일, 음력 3월 10일 5차에 걸쳐 일본 영사관에 설치된 헌병의 심문을 받았으나 역시 목적이나 동지들의 이름을 말하지 않다가 4월 24일(음력 3월 30일) 의금부에서 교수형에 처해졌다. 그는 법정에서 사형선고를 받고 '나는 바른 길을 걷다가 죽는 사람이다. 그런데 반역죄를 적용한다면 천고에 유감이다.'라고 개탄하였다. 당시 상처가 아물지 않아 한발자국도 옮겨 놓을 수가 없어 아리(衙吏)가 그를 안고 사형장으로 갔다. 이때 그의 형제들도 연좌되어 사형당했고, 그의 후처 여산송씨는 끌려가 노비가 되었다. 당시 전봉준의 나이는 향년 41세였다.
그는 죽음에 다달아 다음 유시(遺詩)를 남겼다.
時來天地皆同力 (때가오니 천하가 모두 힘을 같이 했건만) 

運去英雄不自謀 (운이 다하니 영웅도 스스로 할 바를 모를 내라.) 

愛民正義我無失 (백성을 사랑하는 정의일 뿐 나에게는 과실이 없나니)

爲國丹心誰有知 (나라를 위하는 오직 한마음 그 누가 알리.)

전봉준을 관아에 밀고했던 한신현은 금천군수에 제수되었으며, 상금은 한신현 1천냥, 김영철 300냥, 정창욱 200냥, 마을사람 9명 200냥 그리고 200냥은 피노리 빈민들에게 나누어 주었다.

#### 공초 과정에서의 대원군 변호
도쿄아사히신문(1895년 3월5일치 5면)은 일본 후비보병 제19대대 총지휘관 미나미 고시로 소좌가 전봉준을 취조한 내용을 보도했다. 이 기사를 보면, 일본군의 경복궁 점령 사건이 반외세 기치를 내건 동학군 2차 봉기의 원인이 됐다는 점을 알 수 있다. “난을 일으킨 이유를 상세하게 말하라”는 질문에 전봉준은 “올해 6월(양력 7월) 이래 일본병이 그치지 않고 계속 우리나라에 침입해 들어온 것은 틀림없이 우리나라를 병탄하려고 하는 것이라고 생각했다”고 답한다.또 전봉준은 대원군의 밀사가 찾아온 사실은 인정했지만 밀지는 없었다며 비밀(대원군이 재봉기를 주문)을 지켰다. 그는 “병을 일으키도록 따로 사주한 자가 있을 것으로 생각하는데 어떠한가?”라는 질문에 “다른 사람에게 선동되지도 않았고 사주받지도 않았다”고 답변했다고 이 신문은 보도했다.

### 사후
두 딸 전옥례(全玉禮)는 사찰에 숨어 있었고, 다른 딸도 근처에 은신해 있다가 성인이 된 뒤에 출가했다. 딸 전옥례는 15세의 나이로 화를 피하여 전라북도 진안 마이산으로 들어가 김옥련으로 이름을 고치고, 사찰인 금당사의 공양주로 있다가 23세에 이영찬과 결혼했다. 동학 농민 운동이 민란에서 농민운동으로 승격된 뒤, 1970년 갑오 동학 혁명 기념문화제를 개최하자 나타나 비로소 그 동안의 사실을 밝힘으로서 세상에 알려지게 되었다. 전옥례는 1970년 91세의 나이로 사망했다.
본처 여산 송씨에게 얻은 두 딸을 낳고 사망하였고, 후처 남평 이씨에게 얻은 장남 전용규(全龍圭)는 일찍 사망했다. 차남 전용현은 결혼하였으나 후사가 없어서 조카뻘 되는 친척 전만길(全萬吉)을 데려다가 양자로 삼아 후사를 이어오고 있다.
1954년 천안전씨 문중에서 이평면 조소리에 전봉준을 추모하는 사적비를 건립하였고, 1960년부터 복권 노력이 추진되었다. 대통령 박정희가 동학 농민 운동을 동학난으로 서술하던 것을 농민 운동으로 고쳐서 싣도록 하면서 동학난은 농민운동으로 격상되었고, 전봉준에게 씌여졌던 역적 누명 역시 벗겨졌다. 1981년 한국청년회의소가 전주 덕진공원에 전봉준의 추모비를 세웠다.

## 평가

### 긍정적 평가
전제정권과 탐관오리의 부패를 여러 번 상소하여 개정하려 노력하였고 민권을 제창한 사상가이자 민중과 함께하는 봉기를 일으킨 혁명가였다. 이러한 전봉준의 활약은 동학세력을 한데 모으고 이후의 의병활동과 일제시대의 3·1운동에도 영향을 끼쳤다는 의의가 있다. 

### 부정적 평가
전봉준은 제국주의의 침략이라는 위기에서 나라를 구하기 위해 일어선 세력이었으나 낡은 왕조를 뒤엎고 새로운 출발을 꾀하기보다는 보국안민(輔國安民)과 충군(忠君)을 내세우는 태도를 보였다.

## 기타

### 전봉준과 동학
최근에 전봉준이 동학교도가 아니었다는 주장도 있다. 전봉준이 동학교도라는 주장을 “전봉준 동학 교도론”(줄여서 “교도론”)이라 하며, 아니었다는 주장을 “전봉준 동학 비교도론”(줄여서 “비교도론”)이라 한다.

#### 교도론
- 전봉준이 문초를 받을 때 “동학을 좋아한다.”라는 답변하였다.

→ 반론 : “동학을 좋아한다.”라는 말과 “동학을 믿는다.”라는 서로 같지 않으며, 전봉준이 동학교도라는 증거는 될 수 없다고 비교도론자들은 주장한다.
- 공초(供招)의 제목이 〈동도(東徒)의 죄인 전봉준 공초〉이다.[15]

→ 반론 : 비교도론자들은 〈동도(東徒)의 죄인 전봉준 공초〉에서 전봉준은 “교도는 적었고 원한에 찬 농민이 많았다”라고 답하였기 때문에 전봉준이 꼭 동학교도라는 증거는 될 수 없다고 반박하며, 당시에는 동학 농민 운동을 동학난이라 불렀고, 그 참여자가 동학교도이든 아니든 구별하지 않고 동학교도라고 불렀다는 점을 근거로 제시한다.
- 법정 진술에서 “네가 접주가 된 것도 역시 최시형이 차출한 것인가?”라고 묻자 전봉준이 “그렇다.”라고 대답하였으므로 전봉준은 동학교도라고 주장한다.[15]

→ 반론 : 전봉준은 동학 교주 최시형을 한 번도 만난 적이 없다. 또한 동학은 국적과 사문난적에게도 명첩과 접주 임명장을 주는가?

#### 비교도론
- 전봉준이 문초를 받으면서 “나는 서당의 선생으로서 아동을 가르쳤을 뿐 동학의 교리를 따르거나 가르친 바가 없다.”라고 답하였다.[16]
- 전봉준이 문초를 받으면서, 직업을 물었을 때, 동학의 “접주”라 하지 않고 “선비”라고 대답하였다. 비교도론자들은 그가 동학 접주가 아니었기 때문에 이렇게 답했다고 주장한다.
- 동학 농민 운동 제1차 봉기 당시 동학교주 최시형이 “이들은 국적이요 사문난적이며, 아비의 원수를 갚으려면 효도로써 할 일이지 서두르지 말라.”라고 밝혔다. 비교도론자들은 이것이 교도론과 논리적으로 맞지 않는다고 주장한다.
- 전봉준이 작성한 격문에는 동학을 일절 언급하지 않았다.

### 체격
전봉준은 키가 152cm이며 이는 현재도 물론이거니와 당대 기준으로도 작은 체격이었다. 그래서 붙은 전봉준의 별명이 녹두장군(綠豆將軍)이었다.

### 기타
- 1959년 4월 1일 조선민주주의인민공화국에서는 전봉준을 소재로 한 액면가 2전 우표를 발행하였다.
- 전봉준이 교수형에 처한 이후 백성들은 〈새야새야 파랑새야〉라는 노래를 불렀다고 한다. 이 노래는 전봉준에 대한 안타까움과 아쉬움을 표현한 것으로 보고 있다.
- 널리 알려진 전봉준이 압송되는 길에 찍었다는 사진은 사실 재판을 가는 도중 찍었다는 주장이 제기되었다.[17][18] 2015년에 이것의 이본이 발견되었다.[19]

## 전봉준이 등장한 작품
- 김인태 - 1982년, 《풍운》, KBS1 드라마
- 양지운 - 1984년, 《독립문》, KBS1 드라마
- 이영범 - 1990년, 《조선왕조 오백년 - 대원군》, MBC 드라마
- 유인촌 - 1994년, 《새야 새야 파랑새야》, MBC 드라마
- 임혁주 - 1994년, 《동학 100주년 특집》, KBS 1TV 다큐멘터리
- 김경응 - 1995년, 《찬란한 여명》, KBS1 드라마
- 전병옥 - 2001년, 《명성황후》, KBS2 드라마
- 김동식 - 《오페라 동녘》, 1997년 오페라
- 조창배 - 《녹두 꽃이 피리라》, 2008년 연극
- 최무성 - 2019년, 《녹두꽃》, SBS 드라마

## 같이 보기
| - 새야새야 - 동학 농민 운동 - 임오군란 - 김개남 - 최시형 - 최제우 - 손천민 - 손병희 - 이필제 - 성두환 - 김낙삼 - 김두행 | - 천도교 - 갑오경장 - 을미개혁 - 이필제의 난 - 단발령 - 흥선대원군 - 이준용 - 김구 - 박성빈 - 조병갑 - 김봉득 - 김봉년 - 차치구 | - 명성황후 - 유한필 |

## 참고 문헌
- 고종실록
- 순종실록
- 전봉준 공초록
- 고종시대사

## 관련 서적
- 이이화, 《녹두장군 전봉준》 (중심, 2006)
- 한길사, 《이이화와 함께 한국사를 횡단하라》(한길사 편집부 지음| 한길사 펴냄 | 2006)
- 오영섭, 《화서학파의 사상과 민족운동(한국사연구총서 28)》( 오영섭 지음| 국학자료원 펴냄 | 2006)
- 이이화, 《한국사 이야기 17:조선의 문을 두드리는 세계 열강》 (이이화 지음 | 한길사 | 2006)
- 이이화, 《한국사 이야기 18:민중의 함성 동학농민전쟁》 (이이화 지음, 한길사, 2006)
- 한국역사연구회, 1894년 농민전쟁연구 4 (역사비평사, 2003)
- 한국역사연구회, 1894년 농민전쟁연구 5 (역사비평사, 2003)
- 연갑수, 《고종대 정치변동 연구》 (일지사, 2008)
- 유영익, 《갑요경장 연구》(일조각, 1990)
- 혜문, 《조선을 죽이다》 (동국대학교출판부, 2009)